# Luftwaffen-Sportverein Danzig
Il Luftwaffen-Sportverein Danzig, meglio conosciuto come LSV Danzig, è stata una società di calcio tedesca, con sede a Danzica.

## Storia
La squadra fu fondata nel giugno del 1941, in piena seconda guerra mondiale, ed era formata principalmente da soldati di stanza nella città sul mar Baltico. Potendo schierare numerosi calciatori provenienti da tutto il Terzo Reich il club si impose presto nella Gauliga Danzig-Westpreußen.
Nella Gauliga 1943-1944 vinse la propria divisione locale, accedendo alla fase nazionale del torneo, venendo però eliminato al primo turno contro l'Hertha Berlino.
A causa del prosieguo negativo del conflitto per la Germania, il club non partecipò più ai campionati, ed al termine della guerra la stessa città di Danzica passò alla Polonia.